# IC 1612
IC 1612 ist ein offener Sternhaufen im Sternbild Tukan, der eine scheinbare Helligkeit von 12,5 mag hat. Das Objekt wurde am 5. September 1826 von James Dunlop entdeckt.